# Lauenau
Lauenau ist ein Flecken  im  Landkreis Schaumburg in Niedersachsen. Er zählt etwa 4400 Einwohner und gehört zur Samtgemeinde Rodenberg.

## Geografie
Der Flecken liegt im Deister-Süntel-Tal am westlichen Rand des Höhenzugs Deister, knapp 30 km südwestlich von Hannover. Die Weser und der Mittellandkanal verlaufen jeweils in etwa 15 km Entfernung. Die Rodenberger Aue und der Mühlenbach durchfließen den Ort.
Naturräumlich liegt Lauenau im Calenberger Bergland an der Schwelle der deutschen Mittelgebirge zum Norddeutschen Tiefland. Im weiteren Sinne wird Lauenau auch als Teil des Weserberglands gezählt, obwohl der gebietsprägende Deister bereits zum Einzugsgebiet der Leine zählt. Ebenso entwässert der Deister über zahlreiche Zuflüsse zur Rodenberger Aue über die Westaue schließlich in die Leine.
Der Flecken Lauenau gliedert sich in den Kernort Lauenau und Feggendorf.
| Stadthagen (13 km) Apelern (3 km)      | Bad Nenndorf (7 km) Rodenberg (5 km)        | Gehrden (16 km) Barsinghausen (7 km) |
| Nienstädt (14 km) Obernkirchen (16 km) | Kompassrose, die auf Nachbargemeinden zeigt | Nienstedt (5 km) Wennigsen (14 km)   |
| Pohle (2 km) Rehren (10 km)            | Messenkamp (2 km) Bakede (7 km)             | Eimbeckhausen (6 km) Springe (14 km) |

* Entfernungen sind gerundete Kilometer Luftlinie bis zum Ortskern.

## Geschichte

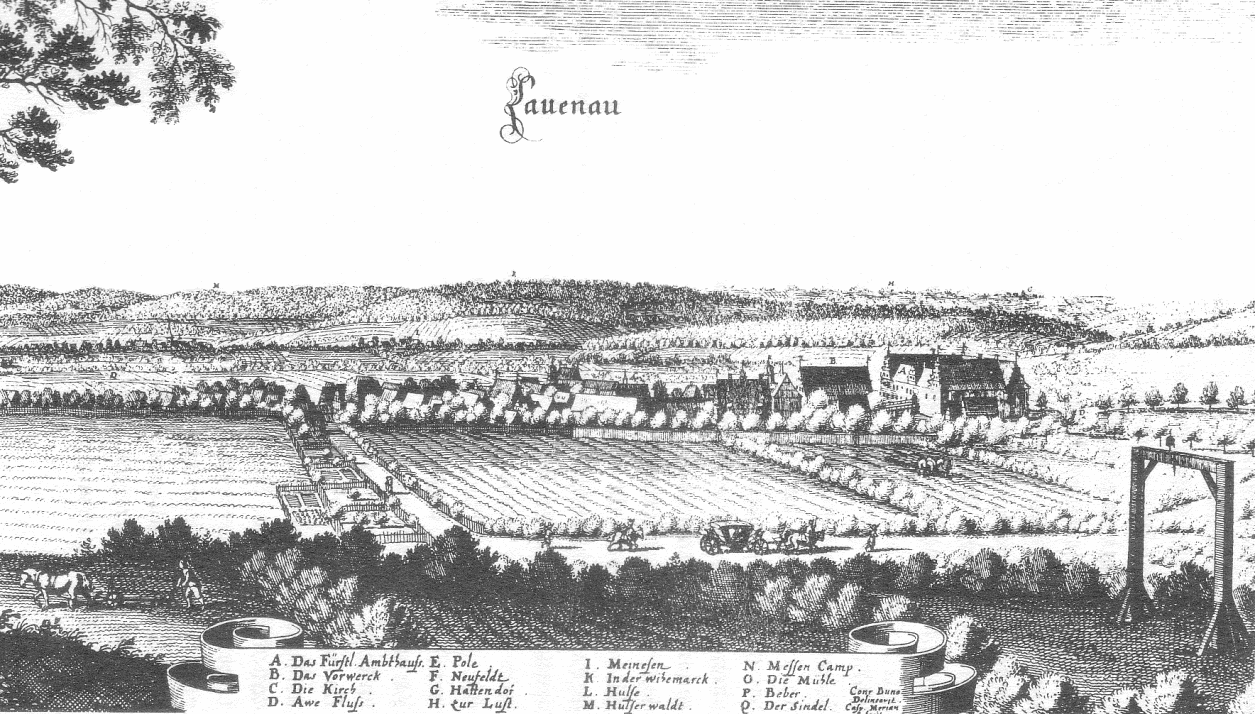
Lauenau als Merian-Stich um 1650

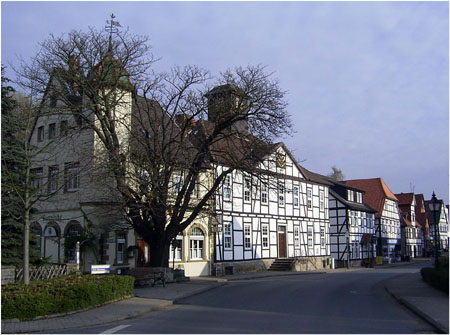
Ortsbild Lauenau

In manchen Urkunden kommen die Namen Schwedesdorf und Lauenau nebeneinander vor. Der Name Lauenau stammt aus späterer Zeit und bezieht sich auf die vom Welfenherzog Heinrich dem Löwen um 1190 errichtete Burg, die später als Gerichtsstätte diente als Law (Gericht) an der Aue. Mit Schwedesdorf war das ursprüngliche Dorf gemeint, das 1059 erstmals urkundlich erwähnt wird. Es leitet sich vom plattdeutschen Wort Schwad oder Schwed ab, was der Bedeutung einer langen Linie entspricht. Schwedesdorf war ein Grenzdorf.
Der Flecken gehörte ursprünglich zur Grafschaft Schaumburg. Nachdem dessen Herrscher bei einer Versammlung im Laufe des Dreißigjährigen Krieges vergiftet wurde, war die Linie ausgelöscht und die Grafschaft wurde 1640 geteilt. Lauenau wurde dem Fürstentum Calenberg-Göttingen zugeschlagen, aus dem 1692 das Kurfürstentum Braunschweig-Lüneburg (sog. „Kurhannover“) und später das Königreich Hannover entstand. Durch die Niederlage des Königreichs im Deutschen Krieg 1866 wurde Lauenau Teil der preußischen Provinz Hannover.
Durch einen Großbrand wurde Lauenau im Dezember 1682 fast völlig zerstört. Während des Siebenjährigen Krieges (1756–1763) war der Ort von den Franzosen besetzt.
Im Jahre 1884 wurde Lauenau Teil des neu gebildeten Landkreises Springe. Zwei Jahre nach der Bildung der Samtgemeinde Lauenau wurde durch die Gebiets- und Verwaltungsreform am 1. März 1974 die bis dahin selbstständige Nachbargemeinde Feggendorf eingemeindet. Im gleichen Jahr erfolgte die Eingliederung Lauenaus in die neu geschaffene Samtgemeinde Rodenberg. Im Jahr 1976 wurde durch die Kreisreform der alte Landkreis Springe aufgelöst. Damit endete auch die seit 1640 bestehende Zugehörigkeit zum Calenberger Land. Lauenau gehört seitdem zum neu gebildeten Landkreis Schaumburg.
17 Lauenauer Bürger gründeten am 27. Dezember 1897 die Freiwillige Feuerwehr.
In jüngerer Vergangenheit war Lauenau ein Schwerpunkt der Stuhl- und Möbelindustrie Niedersachsens. Hier ist besonders die Schulmöbelfabrik Casala zu nennen. Durch die günstige Lage an der A2 gehört Lauenau heute zu den expandierenden Gemeinden der Region.

### Schloss Lauenau

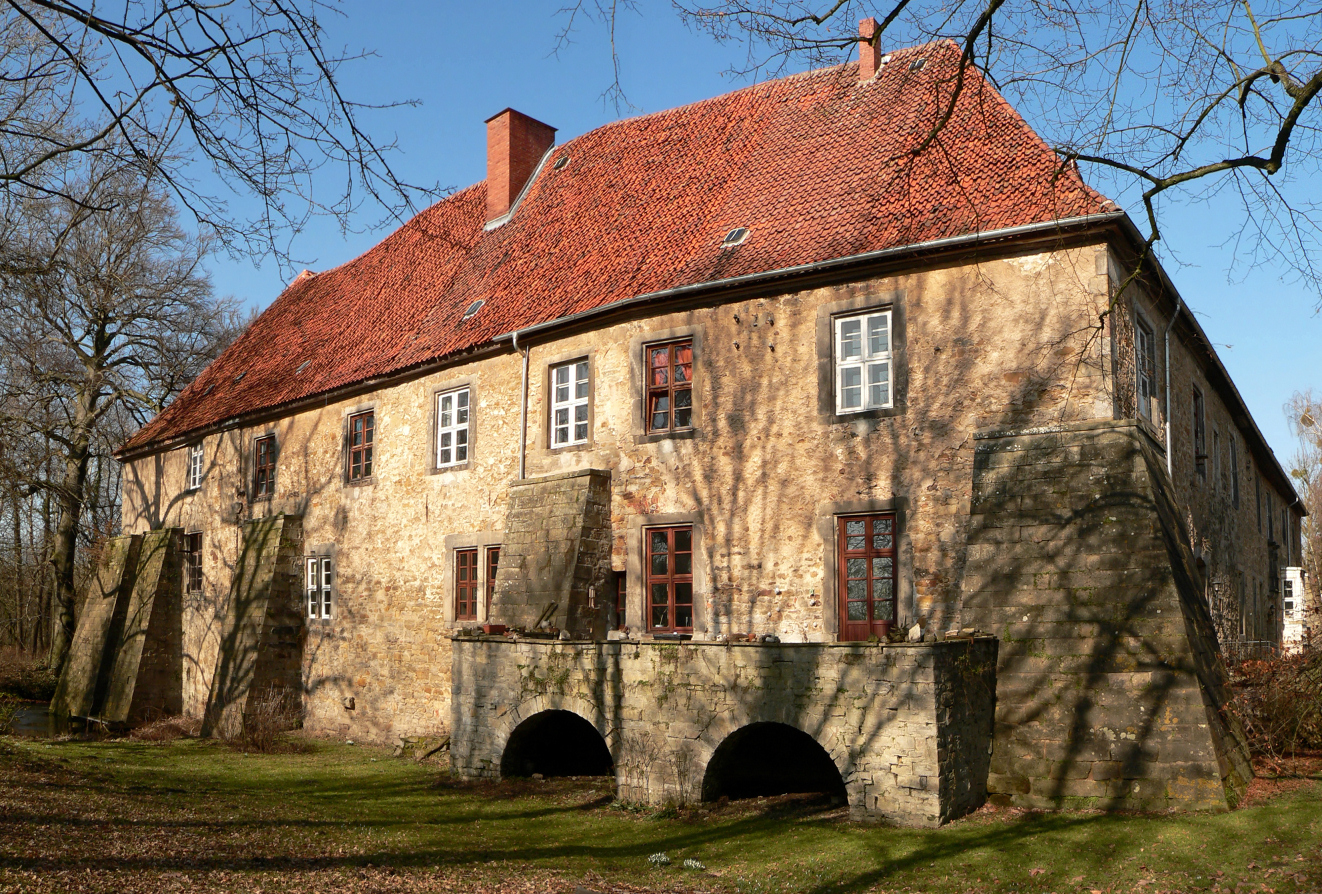
Schloss Lauenau, eine frühere Wasserburg

Um 1190 ließ Herzog Heinrich der Löwe Schloss Lauenau als Wasserburg zum Zwecke einer Grenzfeste gegen die Schaumburger Grafen errichten. Während der Hildesheimer Stiftsfehde 1519 wurde die Burg vom schaumburgischen Feldobersten Ludolf von Münchhausen zerstört. Der Wiederaufbau erfolgte 1565–1572 in Form eines Wasserschlosses im Stile der Weserrenaissance. Jahrhundertelang diente es als kurfürstliches Amtshaus und königliche Domäne. Heute befindet es sich in Privatbesitz.

### Schloss Meysenbug
Schon 1499 wird das Schloss Meysenbug als Castrum erwähnt. Graf Anthonius von Holstein-Schaumburg belehnte Wulfferd von Zerßen mit dem Schloss. Es folgten mehrere Neu- und Umbauten. Am 26. August 1828 wurde Carl Rivalier von Meysenbug (1779–1847) vom hessischen Kurfürsten Wilhelm II. mit dem Gut belehnt, nachdem dieser ihn bereits 1825 in den Adelsstand mit der Namenserweiterung von Meysenbug, dem Namen der 1810 mit Heinrich von Meysenbug ausgestorbenen Familie, erhoben hatte. 1831 wurde er Staatsminister und Minister für auswärtige Angelegenheiten des Kurfürstlichen Hessischen Hauses und bald Minister in außerordentlichen Diensten von Wilhelm II. von Hessen. Eine Tochter von Rivalier von Meysenbug war die bekannte Schriftstellerin Malwida von Meysenbug (1816–1903).

### Schloss Schwedesdorf

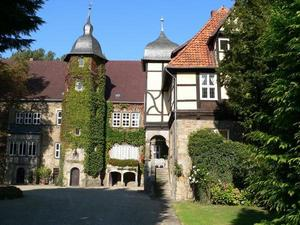
Schloss Schwedesdorf in Lauenau

Bereits 1377 wurde die weiße Linie des Adelsgeschlechts Münchhausen von den Schaumburger Grafen mit dem halben Zehnten zu Schwedesdorf belehnt, zeitgleich mit drei Höfen in Apelern. Dieses freie Burglehn in der Vorburg zu Lauenau diente, wie bei anderen Burgmannen auf dem Amtsschloss auch, zu ihrer Versorgung. 1594 teilten sich drei Brüder das Erbe auf: Claus erhielt Apelern und Nienfeld, Otto Lauenau und Ludolf das von der Mutter Heilwig Büschen herrührende Erbe in Hessisch Oldendorf und Remeringhausen.
Otto von Münchhausen, seit 1583 Drost auf dem Amtsschloss Lauenau, begann 1596 mit der Errichtung eines eigenen Schlosses Schwedesdorf in unmittelbarer Nachbarschaft. Als Baumeister gilt der Hamelner Johann Hundertossen, der ab 1603 auch das Schloss Bevern für einen Vetter aus der schwarzen Linie, Statius von Münchhausen, errichten sollte. Im Jahr 1600 wurde der Bau fertiggestellt, seitdem ziert die Inschrift „Otto von Munnichhusen, Anno domini 1600“ einen Wappenstein. Einige Jahre später entstand ein sechseckiger Treppenturm. (1892 wurden Erker und Giebel angepasst und mit einer steinernen Inschrift versehen, die auch im Familienwappen der Münchhausens zu finden ist: „Mine Borg is God.“) Otto konnte sich seines neuen Hauses jedoch nicht lange erfreuen, denn bereits 1601 starb er an einer Duellwunde, die er sich bei einer Hochzeit zugezogen hatte.
In neuerer Zeit diente das Schloss Schwedesdorf als Alterssitz von Adelbert Hubertus Freiherrn von Münchhausen und seiner Gemahlin Annemarie, geb. Freiin von Münchhausen aus dem Hause Vitzenburg, die von ihrem Gut Groß Vahlberg bei Wolfenbüttel nach Lauenau übersiedelten.

### Die Fleckenrechte
1536 wurde Lauenau durch den Grafen von Schaumburg zum Marktflecken erhoben. Der Ort hatte nun das Recht, dreimal im Jahr einen Markt abzuhalten, eigenes Bier zu brauen und eine niedere Gerichtsbarkeit einzusetzen. Das einst verwendete Schaumburger Siegel war „LNA“ mit dem Nesselblatt und der Jahreszahl „1572“ (älteste Abbildung eines Siegels). Damit war der Flecken Lauenau Städten faktisch gleichgestellt.

### Eingemeindungen
Am 1. März 1974 wurde die Gemeinde Feggendorf eingemeindet.

## Politik

### Gemeinderat
Der Rat des Fleckens Lauenau besteht aus 15 Ratsmitgliedern. Dies ist die festgelegte Anzahl für die Mitgliedsgemeinde einer Samtgemeinde mit einer Einwohnerzahl zwischen 3001 und 5000 Einwohnern. Die Ratsmitglieder werden durch eine Kommunalwahl für jeweils fünf Jahre gewählt. Die aktuelle Amtszeit begann am 1. November 2021 und endet am 31. Oktober 2026.
Die letzte Kommunalwahl am 12. September 2021 ergab das folgende Ergebnis:
| Gemeinderat 2021Insgesamt 15 Sitze - SPD: 6 - Grüne: 3 - WGLF: 3 - FDP: 1 - CDU: 2 | Gemeinderatswahl 2021Wahlbeteiligung: 62,15 % (-2,93 %p) %6050403020100 39,2 % (−14,5 %p)15,5 % (−8,2 %p)20,9 % (+8,2 %p)18,2 % (+9,8 %p)3,6 % (+2,1 %p)2,6 % (n. k. %p) SPDCDUWGLFcGrüneFDPFW20162021Anmerkungen:c Wählergemeinschaft Lauenau/Feggendorf |

Vorherige Wahlergebnisse
| Wahljahr | SPD | CDU | WGL | Grüne | REP | WG | BHE | DP | Unabh. | Gesamt   |
| 1946     | 8   | –   | –   | –     | –   | –  | –   | –  | 5      | 13 Sitze |
| 1948     | 8   | –   | –   | –     | –   | –  | –   | –  | 5      | 13 Sitze |
| 1952     | 4   | –   | –   | –     | –   | –  | 5   | 4  | –      | 13 Sitze |
| 1956     | 5   | –   | –   | –     | –   | –  | 4   | 4  | –      | 13 Sitze |
| 1961     | 6   | –   | 4   | –     | –   | –  | 3   | –  | –      | 13 Sitze |
| 1964     | 7   | –   | 4   | –     | –   | –  | 2   | –  | –      | 13 Sitze |
| 1968     | 8   | –   | 4   | –     | –   | –  | 1   | –  | –      | 13 Sitze |
| 1972     | 7   | 6   | –   | –     | –   | –  | –   | –  | –      | 13 Sitze |
| 1974     | 8   | 7   | –   | –     | –   | –  | –   | –  | –      | 15 Sitze |
| 1976     | 8   | 7   | –   | –     | –   | –  | –   | –  | –      | 15 Sitze |
| 1981     | 8   | 7   | –   | –     | –   | –  | –   | –  | –      | 15 Sitze |
| 1986     | 8   | 6   | –   | –     | –   | 1  | –   | –  | –      | 15 Sitze |
| 1991     | 8   | 6   | –   | –     | 1   | –  | –   | –  | –      | 15 Sitze |
| 1996     | 9   | 6   | –   | –     | –   | –  | –   | –  | –      | 15 Sitze |
| 2001     | 10  | 5   | –   | –     | –   | –  | –   | –  | –      | 15 Sitze |
| 2006     | 10  | 5   | –   | –     | –   | –  | –   | –  | –      | 15 Sitze |
| 2011     | 8   | 4   | –   | 3     | –   | –  | –   | –  | –      | 15 Sitze |
| 2016     | 8   | 4   | 2   | 1     | –   | –  | -   | -  | –      | 15 Sitze |

### Bürgermeister
Bürgermeister ist seit dem 26. Februar 2015 Wilfried Mundt (SPD). Er folgte dem im Februar 2015 verstorbenen langjährigen Bürgermeister Heinz Laufmöller nach.

### Gemeindedirektor
Thomas Wolf wurde vom Rat für die laufende Wahlperiode zum Gemeindedirektor  ernannt.

### Frühere Bürgermeister
Die Liste zeigt die Lauenauer Bürgermeister seit Ende des Zweiten Weltkriegs bis zur Gegenwart.
| Ernst Möbius      | (SPD) | (1946–1948) |
| Karl Reinecke     | (DP)  | (1949)      |
| Friedrich Garbe   | (SPD) | (1950)      |
| Karl Reinecke     | (DP)  | (1951)      |
| Friedrich Garbe   | (SPD) | (1952)      |
| Karl Reinecke     | (DP)  | (1953)      |
| Friedrich Garbe   | (SPD) | (1954–1966) |
| Helmut Garbe      | (SPD) | (1966–1974) |
| Friedrich Dierßen | (SPD) | (1974–1976) |
| Gerhard Richter   | (SPD) | (1976–1996) |
| Uwe Heilmann      | (SPD) | (1996–2001) |
| Heinz Laufmöller  | (SPD) | (2001–2015) |

### Wappen
Am 9. Oktober 1649 wurde durch Georg Wilhelm Herzog zu Braunschweig-Lüneburg dem Flecken Lauenau das Recht verliehen, „dass sie zu ihrem Wappen einen gelben Leoparden über einem Fluss stehend, ferner führen und gebrauchen mögen“.
Blasonierung: Das heutige Lauenauer Wappen zeigt auf rotem Grund einen nach rechts blickenden, goldenen steigenden Löwen über zwei silbernen Flüssen.

## Kultur und Sehenswürdigkeiten

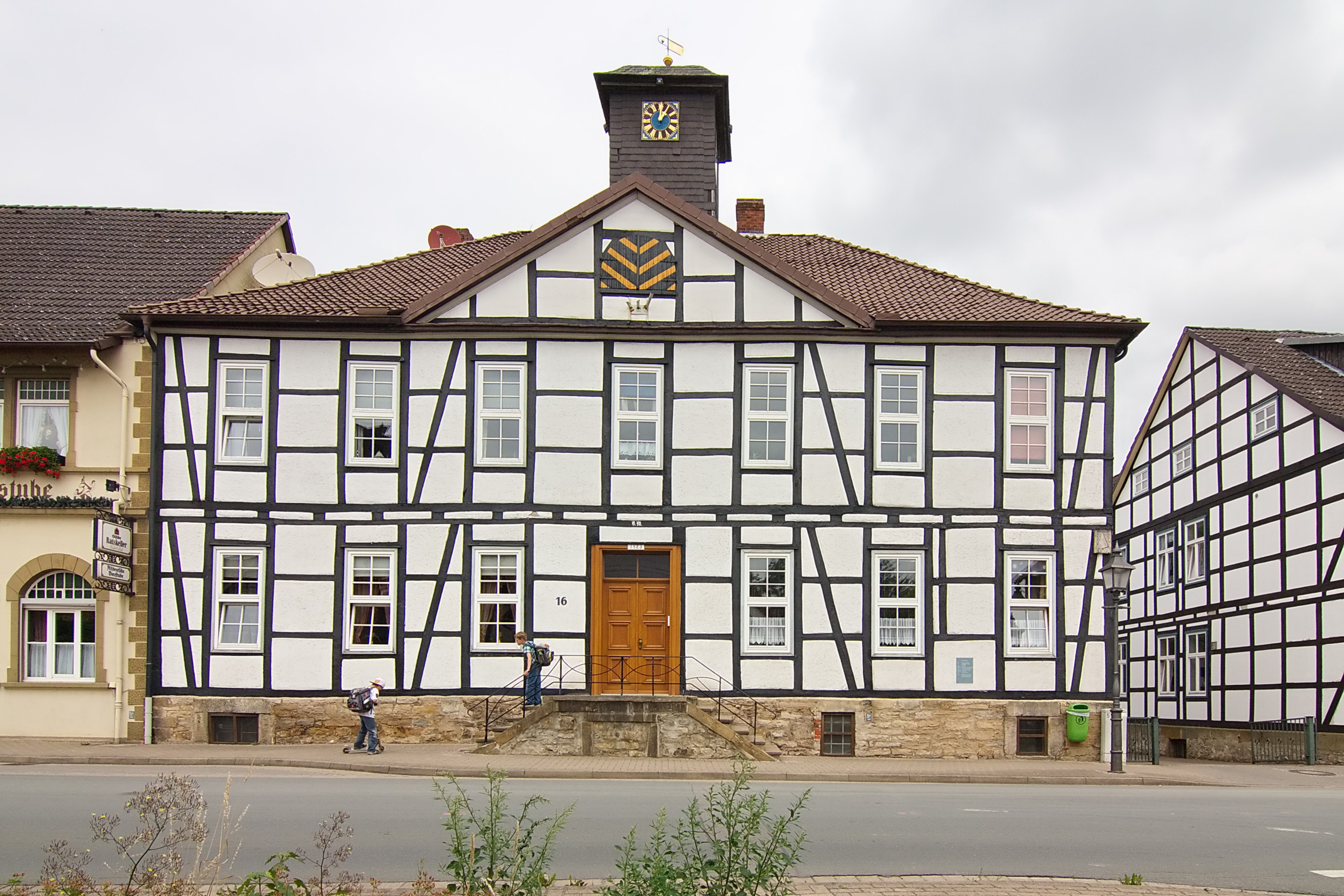
Ratskeller von 1825

### Josef-Hauke-Stiftung
Ende Januar 2010 hat der Flecken Lauenau die „Josef-Hauke-Stiftung“ gegründet, um kulturelle Projekte zu fördern. Das Stiftungsvermögen betrug 10.000 Euro. Die kommunale Stiftung ist nicht rechtsfähig und wird vom Flecken Lauenau verwaltet. Zweck ist laut Satzung die Unterstützung von Einrichtungen und Initiativen im Kulturbereich im Gemeindegebiet von Lauenau. Dafür sind projektbezogene Zuschüsse, Zuschussverträge und Investitionszuschüsse vorgesehen. Genaue Förderrichtlinien müssen noch vom Stiftungsbeirat erlassen werden.
Der Namensgeber Josef Hauke lebte bis zu seinem Tod viele Jahrzehnte in Lauenau und schuf zahlreiche Skulpturen in Lauenau und der Region. Die Stiftung soll neben der Kulturförderung auch Haukes Nachlass an Kunstwerken verwalten und Ausstellungen organisieren. Hierzu sollen ihr entsprechende Räumlichkeiten im Gewerbepark zur Verfügung gestellt werden. Dort finden bereits seit Jahren regelmäßig Ausstellungen der Schaumburger Künstler statt.

### Bauwerke

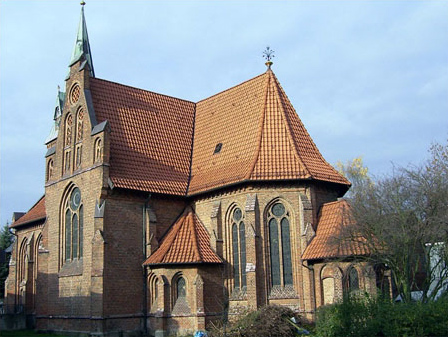
St.-Lukas-Kirche

- Schloss Lauenau (auch Amtsschloss wegen Sitz des Amtes Lauenau), wurde um 1190 von den Welfen als Schutz gegen die Schaumburger Grafen erbaut
- Schloss Schwedesdorf wurde zwischen 1596 und 1600 von den Rittern von Münchhausen erbaut
- Schloss Meysenbug: Das heutige Gebäude entstand etwa 1868–1870 im Tudorstil
- St.-Lukas-Kirche, 1877/78 nach Plänen des Kirchen-Baumeisters Conrad Wilhelm Hase erbaut, gilt in Fachkreisen als sein Meisterwerk
- katholische St.-Markus-Kirche (1962) mit zahlreichen Kunstwerken von Josef Hauke
- Mineralbad Lauenau (alle Becken werden aus einer Mineralwasserquelle gespeist)
- Heisterburg und Wirkesburg als Reste zweier Ringwallanlagen am Deister im Ortsteil Feggendorf
- Feggendorfer Stolln, ehemaliges Kohlebergwerk am Deister im Ortsteil Feggendorf, heute Besucherbergwerk

### Grünflächen und Naherholung

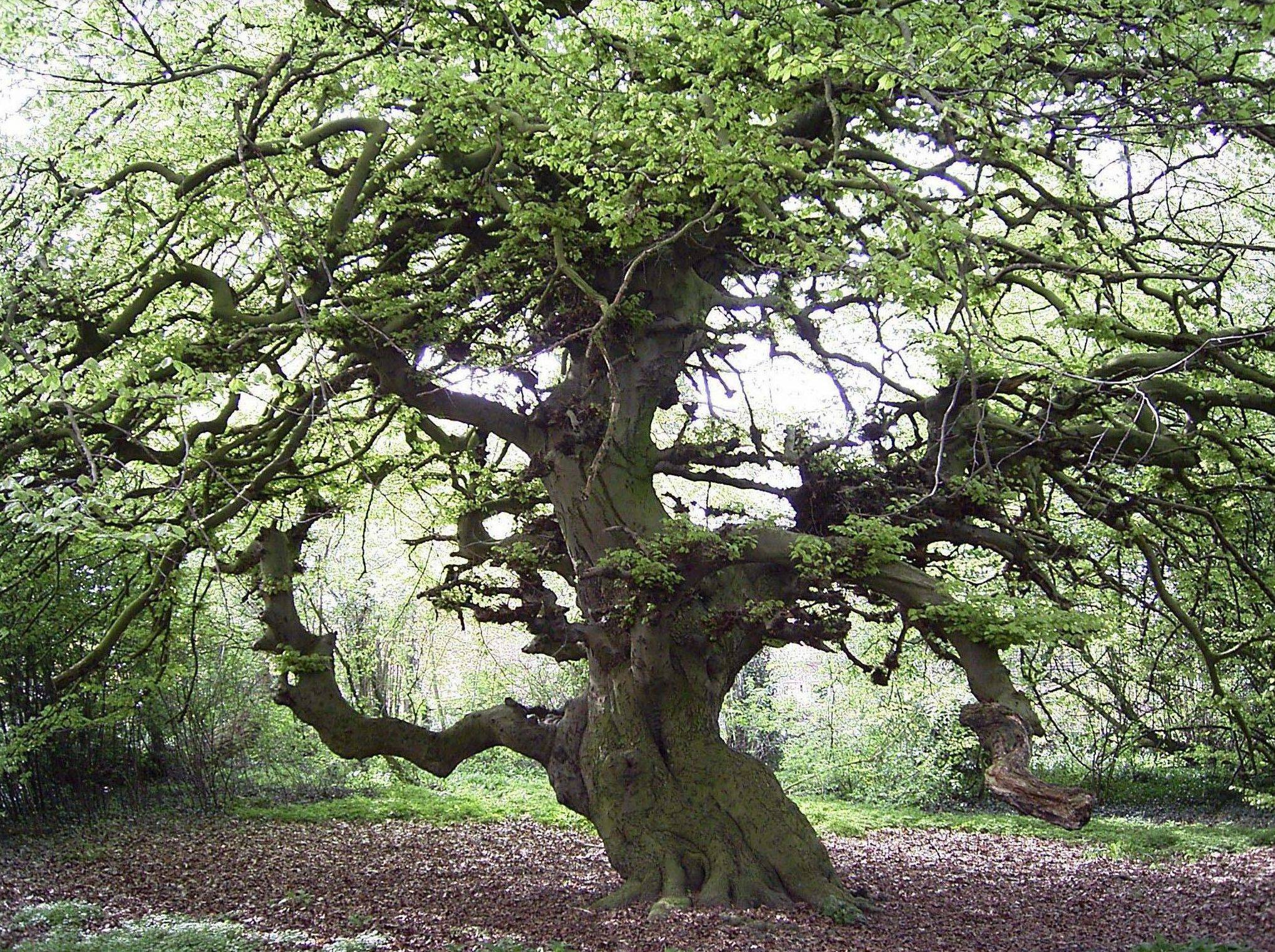
Süntel-Buche im Volkspark

Lauenau liegt im Naturpark Weserbergland Schaumburg-Hameln. Das östliche Gemeindegebiet ist Teil des Landschaftsschutzgebiets Süd-Deister
. Lauenau besitzt einen kleinen Volkspark mit altem Baumbestand. Dort steht auch die größte und älteste Süntel-Buche der Region. Der Baum ist ebenso wie die Alte Taufe im Deister als Naturdenkmal geschützt.

### Sport
Der größte Lauenauer Sportverein SV Victoria Lauenau verfügt an der Aue über den „Victoria-Sportpark“ mit zwei Fußballplätzen, drei Tennisplätzen und einer Leichtathletikanlage. Die 2004 fertiggestellte „Victoria-Arena“ und das „Victoria-Dojo“, eine Kampfsporthalle mit 550 m² Mattenfläche, ergänzen das Vereinsangebot. Mit rund 1.500 Mitgliedern ist Victoria der viertgrößte Sportverein Schaumburgs.
Ein weiterer Sportverein ist der Leichtathletik Club Lauenau (LCL). Der Verein wurde 1977 gegründet und hat mittlerweile über 300 Mitglieder.
Die DLRG Lauenau ist seit 1966 aktiv. Die DLRG trainiert im Sommer im Lauenauer Mineralbad und im Winter im Hallenbad in Bad Nenndorf.
Einer der jüngsten Vereine in Lauenau ist der Boule Club Lauenau (BCL), gegründet im Jahr 2006. Dem BCL stehen vier Outdoor-Boulebahnen am Bürgerhaus und seit der Einweihung der Veranstaltungshalle „Sägewerk“ im Gewerbepark die ersten und einzigen drei Indoor-Boulebahnen im Schaumburger Land zur Verfügung.

### Regelmäßige Veranstaltungen
Viele Veranstaltungen konzentrieren sich auf den Gewerbepark als kulturelles Zentrum Lauenaus. So finden dort seit Jahren Konzerte in der Festhalle Sägewerk sowie Kunstausstellungen in hauseigenen Räumen statt. Des Weiteren bietet das dort befindliche Kesselhaus über das Jahr verteilt in unregelmäßigen Abständen Konzerte und Kleinkunst. Darüber hinaus finden in Lauenau folgende Veranstaltungen statt:
- Die Saison wird am 1. Mai eröffnet. Am 30. April veranstaltet die Freiwillige Feuerwehr Lauenau in der Festhalle Sägewerk den „Tanz in den Mai“.
- Jeden Mai wird am Besucherbergwerk Feggendorf das Stoll’n-Fest gefeiert.
- Das Truckerfestival findet alle zwei Jahre im Mai im Logistikpark statt.
- Beliebt als Freiluft-Musikveranstaltung für die Jugend ist das „Mittsommernachtsfest“ des SV Victoria Lauenau im Victoria-Sportpark am ersten Samstag nach der Sonnenwende.
- Am letzten Samstag in den Sommerferien findet die „Fleckenfete“ im Ortskern statt, auf der die Sieger der Lauenauer Boulemeisterschaften bekannt gegeben werden.
- Während der Sommerferien bietet der Lauenauer SPD-Ortsverein sein Ferienprogramm an.
- Jeweils am letzten Augustwochenende findet im alten Wasserschloss (Wasserburg) zu Lauenau die „Schaumburger Mineralien- und Fossilientauschbörse“ statt.
- Am ersten Sonntag im September findet der Lauenauer Quadro Cup, ein Mannschaftswettbewerb bestehend aus den Disziplinen Schwimmen, Radfahren, Schießen und Laufen, statt.
- Im Oktober wird in der Festhalle Sägewerk das Oktoberfest gefeiert.
- Seit Ende 2004 ist auch die neue „Eishalle Lauenau“ im Gewerbepark jährlich von November bis Februar geöffnet. Sie ist mittlerweile zu einem überregionalen Anziehungspunkt mit jährlich über 30.000 Besuchern avanciert. Die Besonderheit ist die große, überdachte Eisfläche, die es sonst nirgends in der Umgebung gibt.
- Am 3. Adventwochenende findet zudem ein großer Weihnachtsmarkt statt.
- Am Ende des Jahres findet ein großer Silvesterball in der Festhalle Sägewerk im Gewerbepark statt.

### Kulinarische Spezialitäten
Eine kulinarische Spezialität ist das Bier der Brauerei Rupp-Bräu im Brauhaus Felsenkeller in Lauenau. Die Brauerei Rupp-Bräu besteht seit 1861 und ist die zweitkleinste Privatbrauerei in Niedersachsen (die kleinste ist die „Meierhöfer-Brauerei“ in Vehlen). Im Brauhaus Felsenkeller besteht außerdem seit über 140 Jahren ein der Brauerei angegliederter Gastronomiebetrieb mit Restaurant, Gaststätte und Biergarten.

## Wirtschaft und Infrastruktur

### Gewerbepark

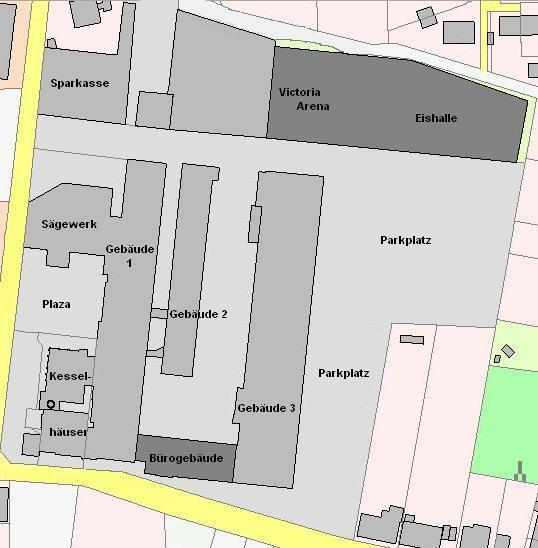
Schematische Darstellung des Gewerbeparks

Mit der Insolvenz des Lauenauer Traditionsunternehmens Casala 2001 drohte im Zentrum von Lauenau eine Industrieruine zu entstehen. Um dies zu verhindern, kaufte der Flecken Lauenau im selben Jahr das gesamte Firmengelände. Seitdem wurden viele Gebäude saniert und die früheren Betriebsflächen wieder mit Leben gefüllt. Der Lauenauer Gewerbepark hat sich zu einer Mischung aus Arbeits-, Sport-, Kultur- und Freizeitzentrum entwickelt.
Der 3,5 ha große Komplex ist folgendermaßen gegliedert:
- Gebäude 1: Im ältesten Teil des Gewerbeparks befinden sich eine Tierhandlung, ein Sanitärbetrieb, ein Grafikbüro, die Räumlichkeiten der Josef-Hauke-Stiftung, ein Seminarraum sowie sieben Wohnungen. Zurzeit werden die Voraussetzungen für eine Tagespflege für das DRK Hannover-Land geschaffen. Für den Platz zwischen Sägewerk, den Kesselhäusern und der Straße Am Markt hat sich der Name Plaza durchgesetzt. An der Plaza sind ein italienisches Eiscafé und ein Restaurant angesiedelt.
- Gebäude 2: Im zentralen Bereich des Gewerbeparks sind mehrere Sängerheime, die Ausstellungsräume der Schaumburger Künstler, ein Bogenschützen-Leistungszentrum der Schützengilde Lauenau und ein Künstler-Atelier untergebracht.
- Gebäude 3: Im Ostbereich des Gewerbeparks befinden sich im sog. Gebäude 3 auf mehreren 1000 m² die Lager- und Büroräume von Unternehmen des Großhandels, der Elektronik-Sparte und der Verpackungsbranche. Außerdem befindet sich dort eine Kampfsporthalle (Dōjō) des SV Victoria Lauenau.
- Bürogebäude: Zurzeit beherbergt das Bürogebäude des Gewerbeparks die örtliche Polizeistation, die Bücherei der Samtgemeinde, eine DRK-Sozialstation, die Übungsräume des Jazz-Ensembles Apelern, mehrere Sitzungsräume und dient einigen Betrieben als Büro. Es wird überlegt, das Gebäude nach dem Gründer der ehemaligen Fabrik Casala in Carl-Sasse-Haus umzubenennen.
- Kesselhäuser: In den beiden Kesselhäusern befinden sich u. a. die „Ateliers im Kesselhaus“, eine Yoga-Schule, ein Fitnessstudio, eine Tanzschule, eine Naturheilpraxis, ein Friseur, ein Grafikstudio und ein spanisches Restaurant.
- Festhalle Sägewerk: Das alte Sägewerk wurde im Jahr 2007 komplett renoviert und dient Lauenau seitdem auf 1000 m² bis zu 650 Personen als Veranstaltungshalle. Der Charakter des ehemaligen Sägewerks sollte möglichst erhalten bleiben. Zusätzlich befindet sich im Sägewerk Schaumburgs erste Boule-Halle mit drei wettkampfgerechten Bahnen.
- Nordbereich: Hier befinden sich die in Eigenarbeit umgebaute Sporthalle des SV Victoria Lauenau (Victoria Arena) und die Eishalle Lauenau, eine 900 m² große Eiskunstbahn, die jährlich von November bis Februar geöffnet ist. Die Sparkasse Schaumburg hat ihre neue Filiale in Lauenau an der Straße Am Markt gegenüber der Festhalle Sägewerk im Oktober 2009 eröffnet.[13]

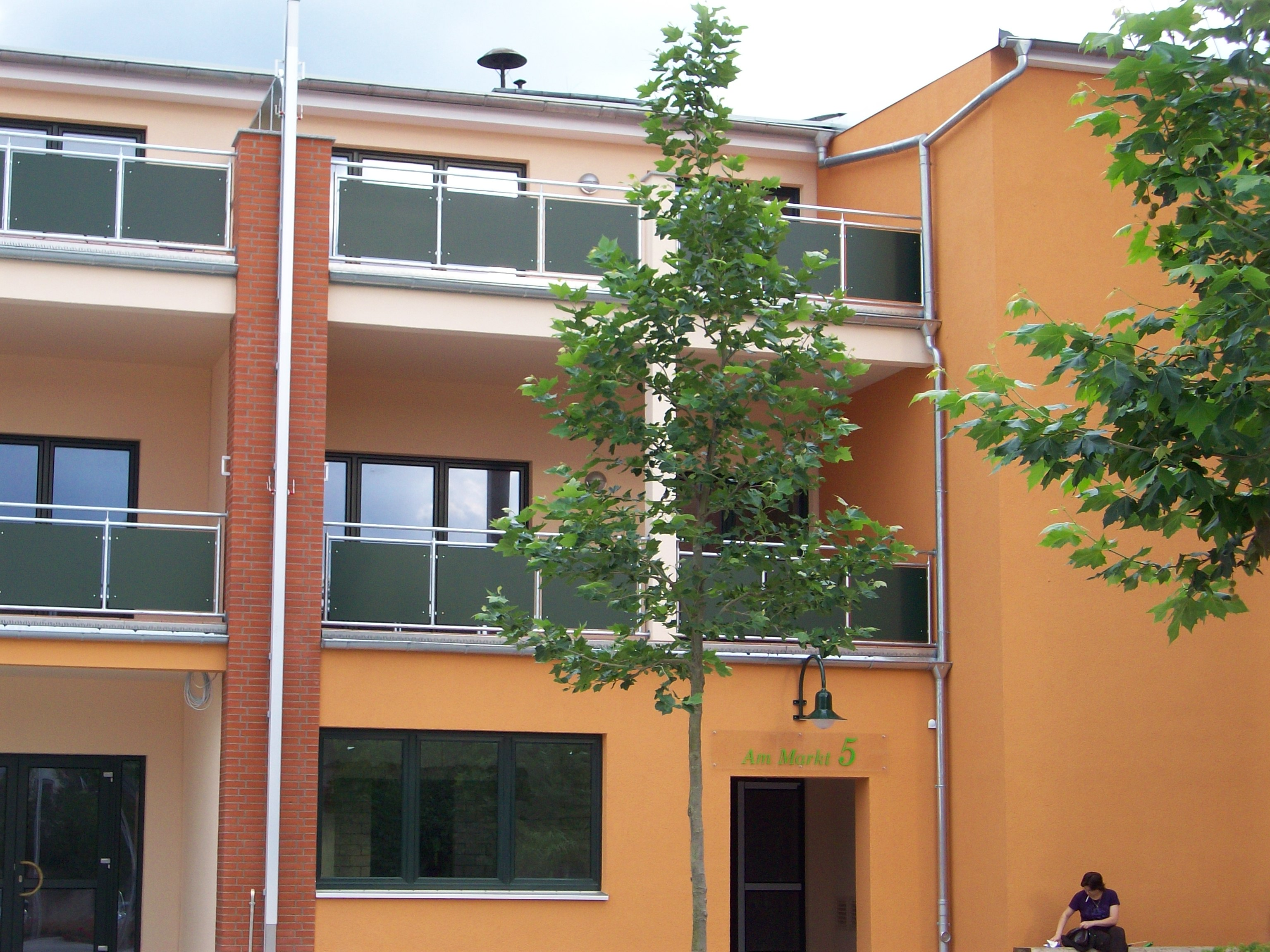
Gebäude I an der „Plaza“
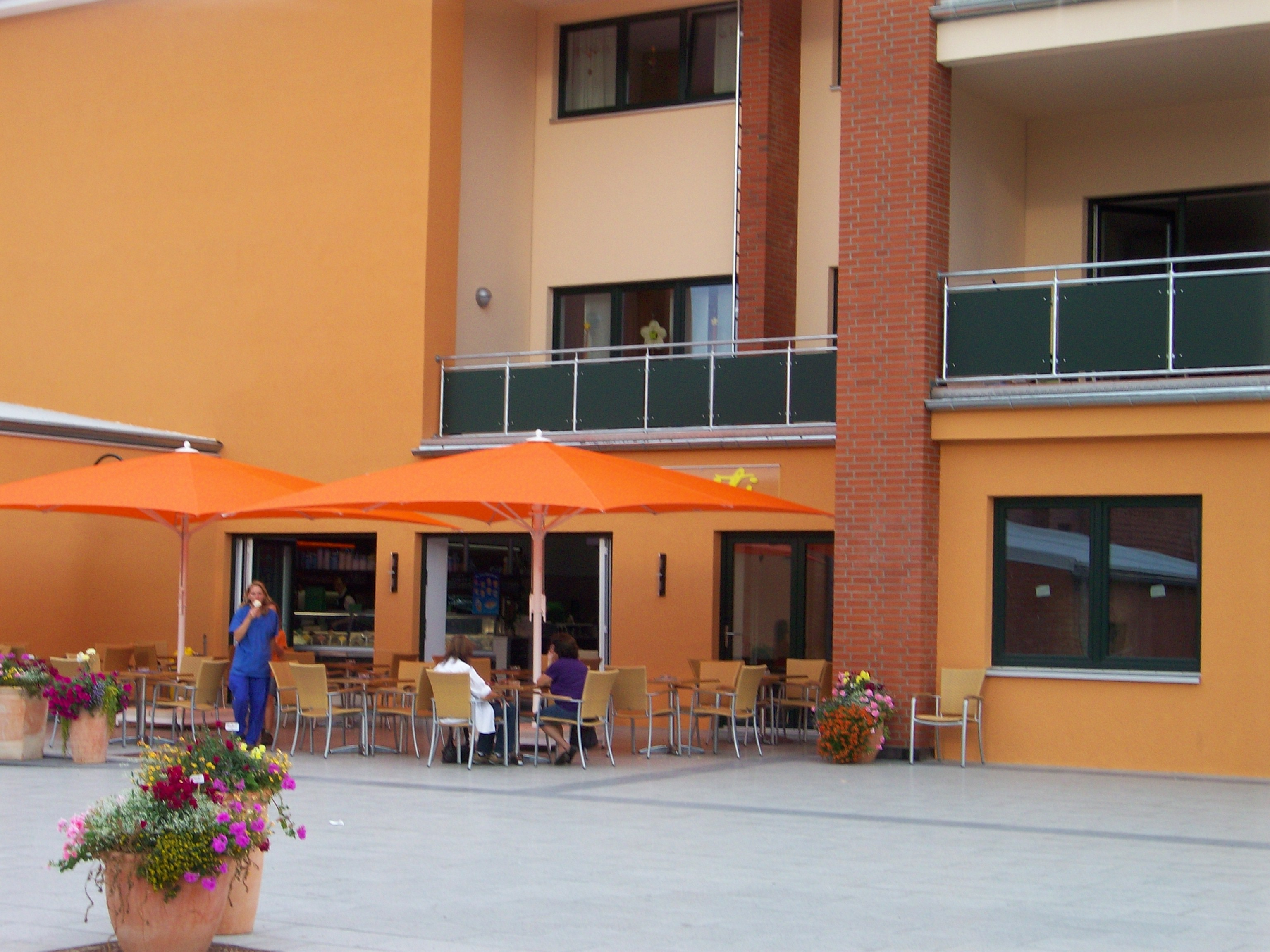
Eiscafé an der „Plaza“
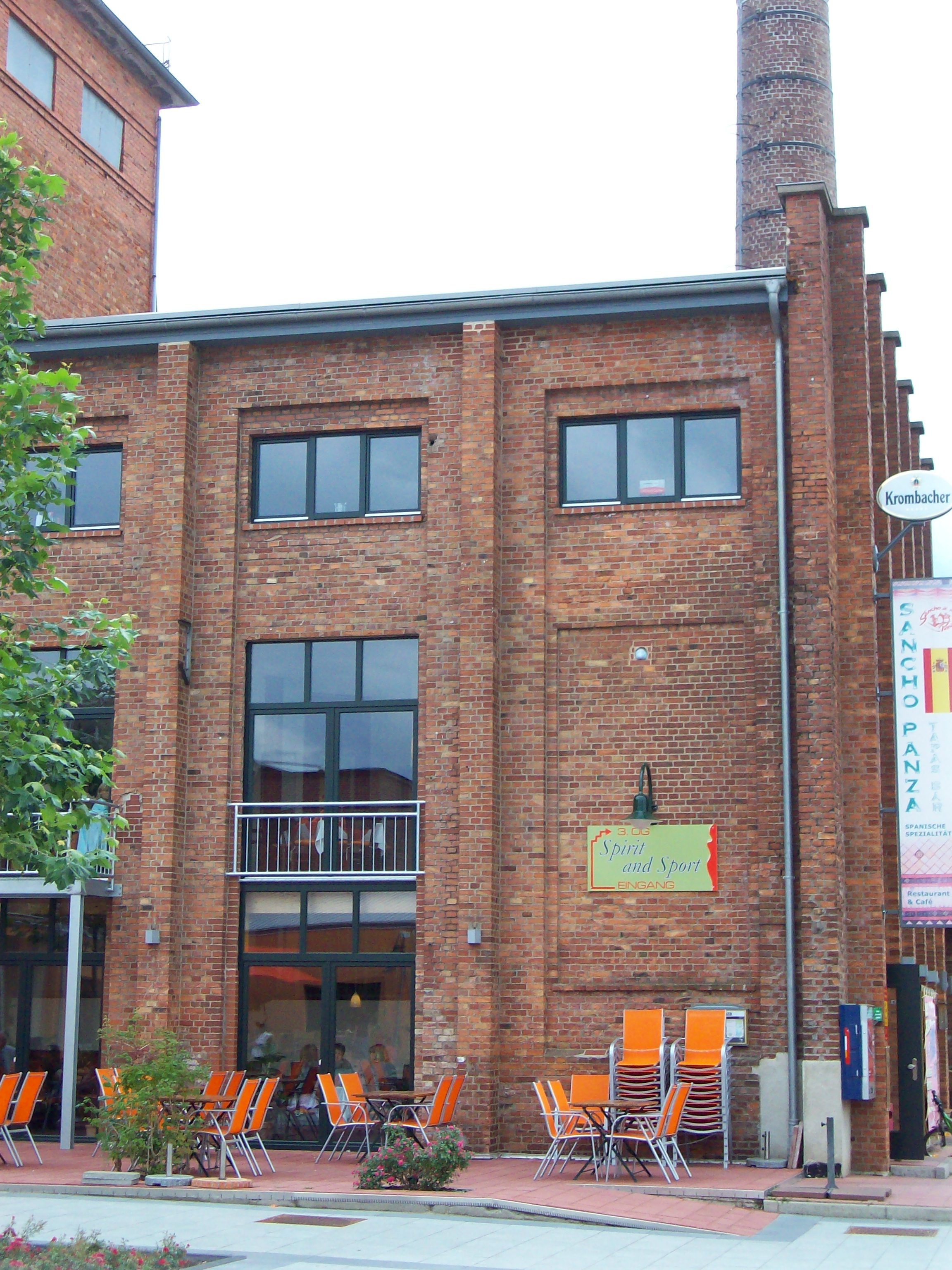
Restaurant im Kesselhaus
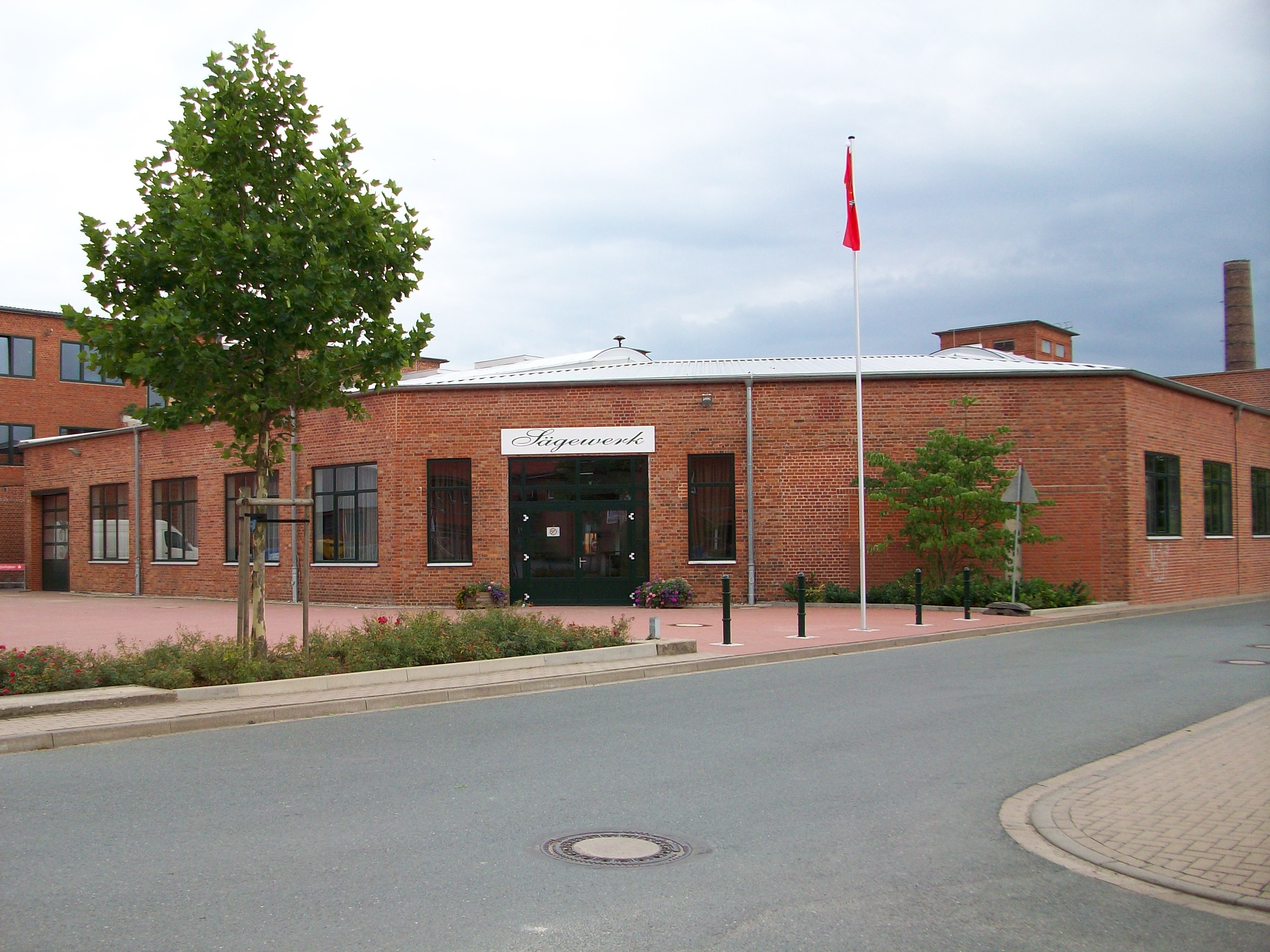
Festhalle „Sägewerk“
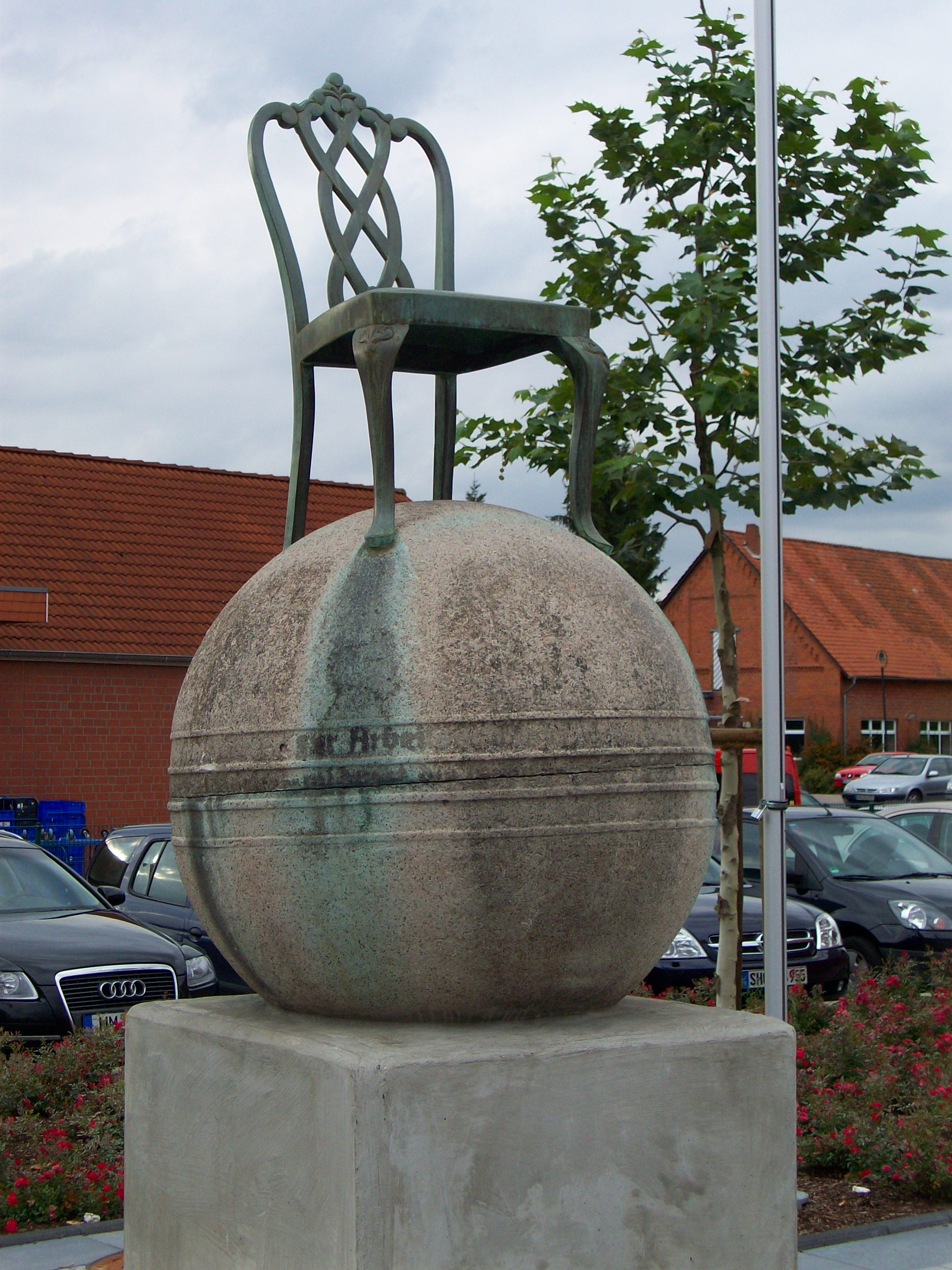
Casala-Stuhl auf der „Plaza“
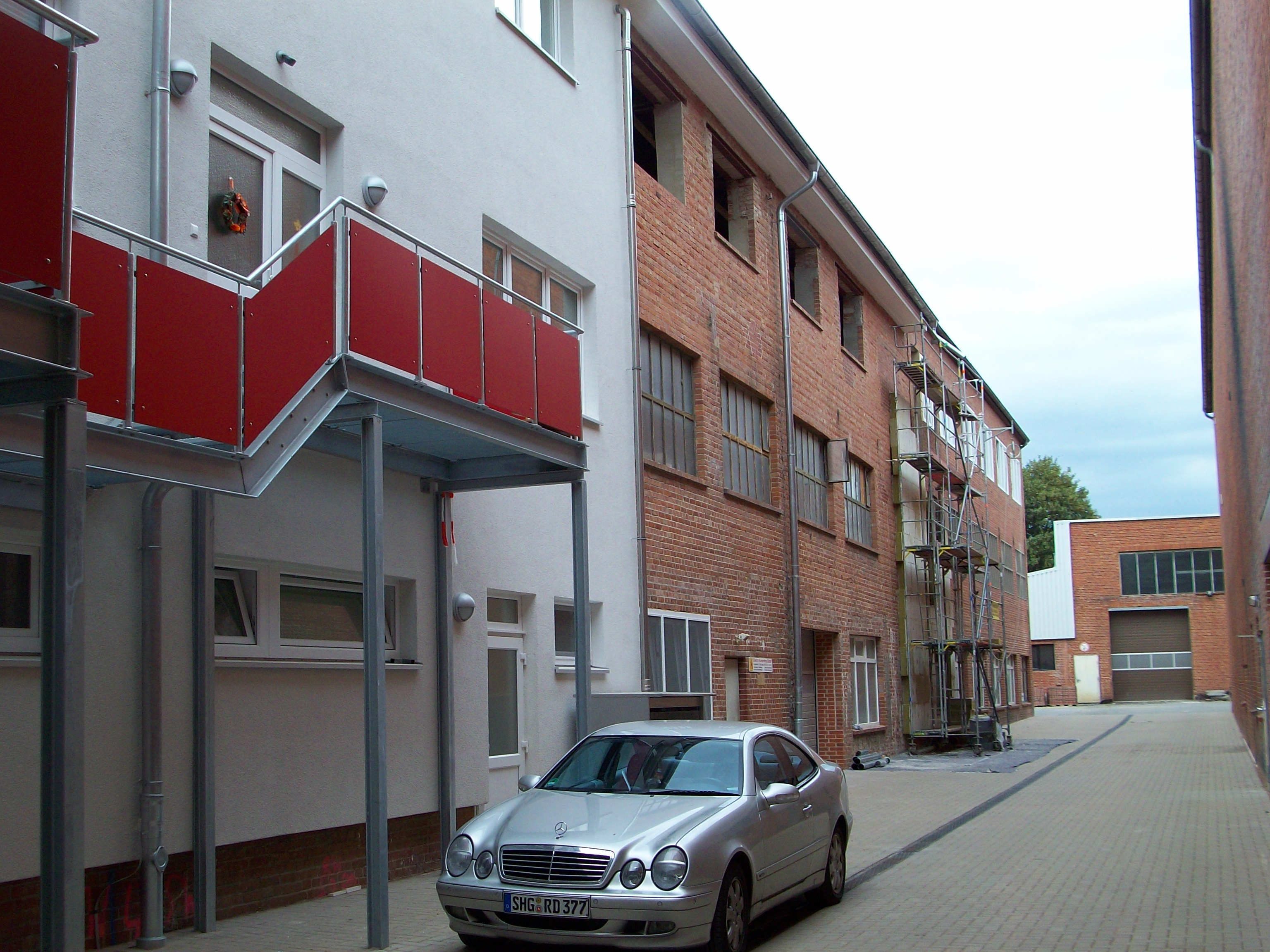
Gebäude I, Rückseite noch im Bau
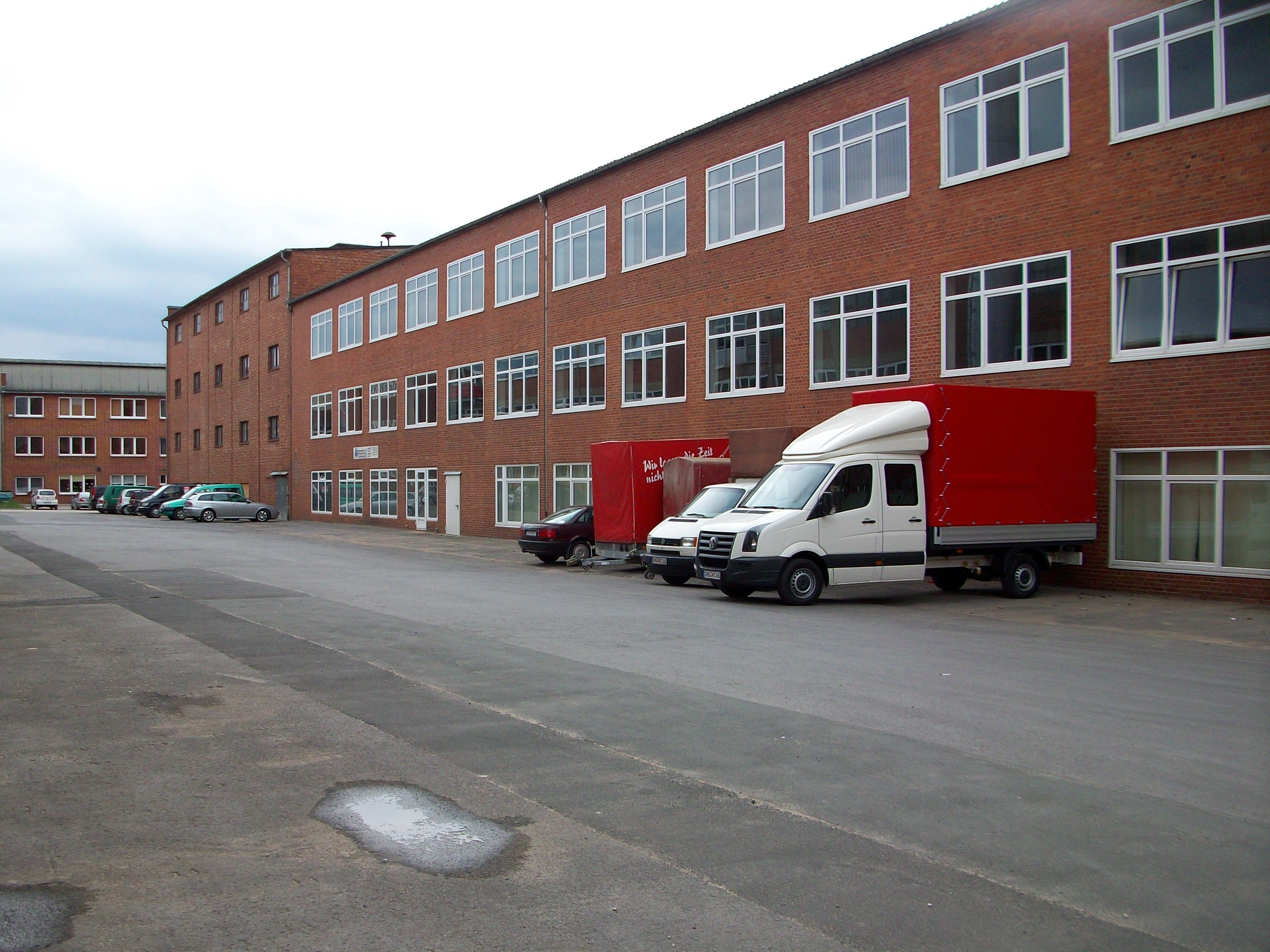
Innenhof und Gebäude II
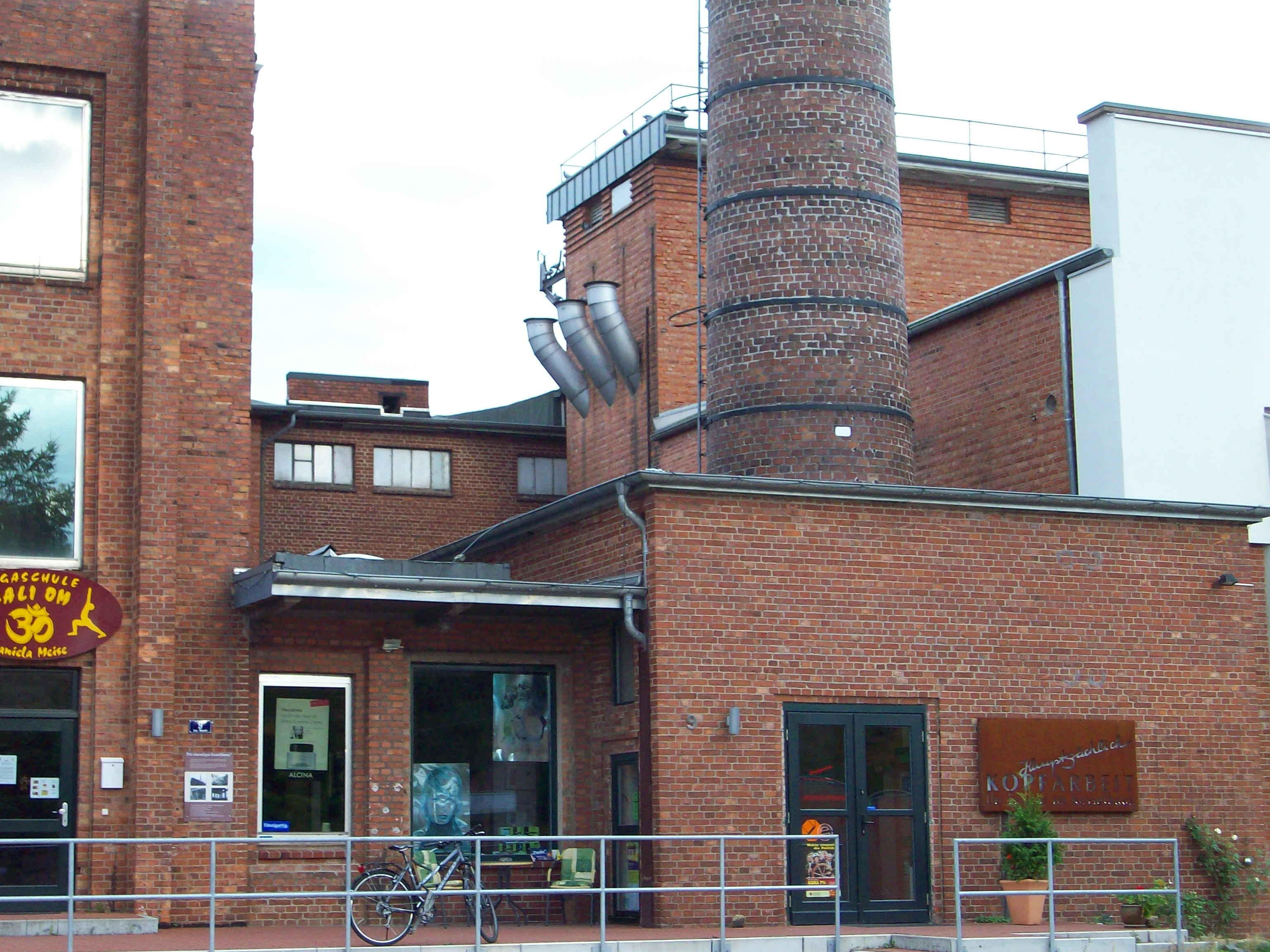
Kesselhäuser

### Logistikpark

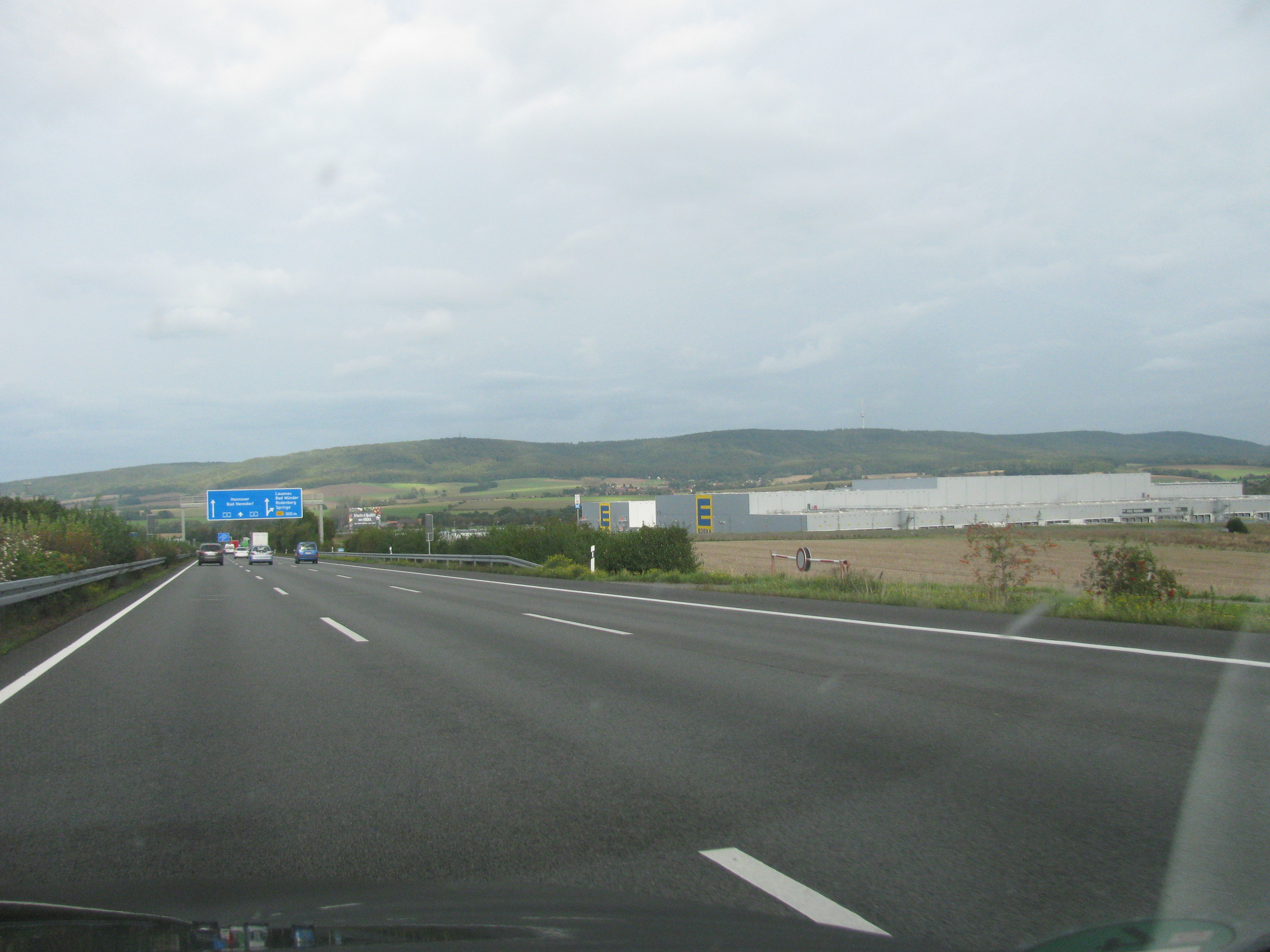
Blick von der Autobahn in Richtung Lauenau

Der Logistikpark an der Ortsgrenze zu Apelern entstand aus einem ursprünglichen Gewerbegebiet des Flecken Lauenau an der B442 mit einem Autohof und kleineren für mittelständische Unternehmen ausgerichtete Gewerbeflächen. Mit der angrenzenden Gemeinde Apelern wurde das Projekt „Logistikpark Lauenau“ ins Leben gerufen. Dieser orientiert sich bezüglich der Gewerbeansiedlung an der Logistik-Branche.
Mittlerweile befinden sich im Logistikpark aufgrund der Nachbarschaft zur A2 das Truck Center Lauenau (TCL) und die Firma Cargo Trans Logistik (CTL).
Anfang Februar 2009 gab Edeka in einer Pressemitteilung bekannt, sie wolle ca. 100 Mio. Euro in den Bau eines neuen Regionallagers im Logistikpark Lauenau investieren. Das neue Zentrallager wurde 2014 eröffnet und schrittweise weiter ausgebaut. Im Jahr 2024 waren über 1000 Mitarbeitende damit beschäftigt, die 585 betreuten Märkte in Niedersachsen und in Teilen Ostwestfalens mit Waren zu versorgen. Dabei kamen ca. 120 LKW zum Einsatz.

### Öffentliche Einrichtungen
In Lauenau gibt es neben den drei kommunalen Kindergärten Pusteblume, Rappelkiste, Zwergenwiese zusätzlich noch die Elterninitiative Waldkindergarten Deister-Sünteltal e. V. Der Kindergarten Rappelkiste verfügt über einen eigenen Förderverein. Der Waldkindergarten wurde 2003 gegründet und 2004 um eine zweite Einrichtung erweitert.
Im Gewerbepark befinden sich die Polizeistation Lauenau und die Bücherei der Samtgemeinde.
Lauenau ist Sitz der Revierförsterei Lauenau (Forstamt Saupark) und der Revierförsterei Beber (Forstamt Oldendorf).
Über die Straße Zum Mineralbad erreicht man im Süden des Flecken Lauenau den Sportpark, das Freibad und das im Jahr 2010 neu errichtete Feuerwehrhaus.
In einem restaurierten Fachwerkhaus an der Straße Am Rundteil ist das Amts- und Fleckenmuseum untergebracht. Hier finden häufig auch Sonderausstellungen statt.

### Bildung
Neben der Albert-Schweitzer-Grundschule gibt es in Lauenau keine weiteren Schulen. Nach der vierten Klasse besuchen die Kinder des Ortes die IGS im benachbarten Rodenberg oder das Gymnasium Bad Nenndorf. Bis zum Jahr 1974 war die Albert-Schweitzer-Schule Realschule. Einige Jahre länger war sie auch Hauptschule.

### Verkehr
Lauenau ist über die Umgehungsstraße B442 im Norden, Westen und Süden an das überörtliche Verkehrsnetz angebunden. Über die B442 werden auch die A2 (Anschlussstelle Lauenau, Abfahrt 37) und die in der Nähe befindliche B65 erreicht. Man erreicht per Pkw die Landeshauptstadt Hannover in einer halben Stunde.
Die Buslinie 542 der RegioBus Hannover bindet Lauenau an die nächstgelegenen Bahnstationen in Bad Nenndorf und Haste an, dort besteht Anschluss an die Linien S1 (Haste–Hannover–Haste–Minden) und S2 (Haste–Hannover–Nienburg) der S-Bahn Hannover. Von Haste aus verkehren darüber hinaus die Linien RE60 (Braunschweig–Hannover–Minden–Osnabrück–Rheine) und RE70 (Braunschweig–Hannover–Minden–Bielefeld).
Es gibt außerdem Busverbindungen der Schaumburger Verkehrs-Gesellschaft nach Stadthagen und Rinteln.
Die Bahnstrecke Bad Münder–Bad Nenndorf, die durch den Ort führte, ist stillgelegt.

## Persönlichkeiten
- Sophie Dorothea von Celle (1666–1726), Prinzessin von Ahlden, Ehefrau des britischen Königs Georg Ludwig von Hannover. Die Lauenauer Burg war für einige Zeit ihr Verbannungsort.
- Georg Ludwig Friedrich von Wüllen (1720–1774), Jurist und Kurfürstlich Braunschweig-Lüneburgischer Amtmann
- Carl Rivalier von Meysenbug (1779–1847), kurhessischer Minister und Vater der Schriftstellerin Malwida von Meysenbug
- Börries Wilhelm von Münchhausen (1794–1849), hannoverischer Jurist und Gesandter
- Gustav Rauterberg (1892–1972), evangelischer Geistlicher und Autor
- Josef Hauke (1920–2009), Bildhauer
- Thomas Ritter (* 1955), Maler und Grafiker
- Bernd Dierßen (* 1959), Fußballspieler